# Jaroslav Kudrna
Jaroslav Kudrna (ur. 5 grudnia 1975 w Hradcu Králové) – czeski hokeista.

## Kariera
- HC Hradec Králové (1993–1994)
- HC Pardubice (1995–1996)
- Kentucky Thoroughblades (1996)
- Moeller Pardubice (1996–2003)
- HC Hradec Králové (2003)
- Moeller Pardubice (2003–2004)
- Lasselsberger Pilzno (2004–2005)
- HC Hradec Králové (2005)
- HC Oceláři Trzyniec (2005–2006)
- Mietałłurg Magnitogorsk (2006–2010)
- Bílí tygři Liberec (2010–2013)
- Mountfield Hradec Králové (2013-2016)

W marcu 2016 ogłosił zakończenie kariery zawodniczej.

## Sukcesy
- Srebrny medal mistrzostw Czech: 2003 z HC Pardubice
- Złoty medal mistrzostw Rosji: 2007 z Mietałłurgiem Magnitogorsk
- Brązowy medal mistrzostw Rosji: 2008, 2009 z Mietałłurgiem Magnitogorsk
- Puchar Mistrzów: 2008 z Mietałłurgiem Magnitogorsk